# Apriona brunneomarginata
Apriona brunneomarginata es una especie de escarabajo longicornio del género Apriona, subfamilia Lamiinae. Fue descrita científicamente por Breuning en 1948.
Se distribuye por la isla de Borneo. Mide 37-48,5 milímetros de longitud. El período de vuelo de esta especie ocurre en los meses de abril, mayo, agosto y octubre.